# Lulu Antariksa
Lauren Marie-Elizabeth Antariksa, mais conhecida como Lulu Antariksa (Santa Clarita, 22 de agosto de 1995) é uma atriz e cantora norte-americana. Mais conhecida por interpretar Stevie Baskara em How to Rock, sitcom da Nickelodeon e Penelope Park em Legacies, da emissora The CW. Também  protagonizou a série T@gged  do streamming go90, como a personagem Rowan Fricks.  

## Vida e Carreira
Lulu Antariksa nasceu na cidade de Santa Clarita na Califórnia, filha de pai indonésio e mãe alemã. Ela se interessou em atuação enquanto estudava na Valencia High School, em Valencia (Califórnia). Em Valencia, ela estrelou as peças teatrais "Mean Girls" e em "Mad Worls", peça teatral baseada em "Alice's Adventures in Wonderland".  
Antariksa também participou de episódios de séries de televisão famosas como: "American Family", "According to Jim", "ER", "Head Cases", "Monk", "Zoey 101" e em "Gemini Division".
Antariksa também é formada em dança, Canto. Além disso ela sabe tocar guitarra, piano, cavaquinho e Baixo. 
Em 2018, Lulu interpretou a bruxa "Penelope Park" da Escola Salvatore durante alguns episódios da série de televisão "Legacies", exibida pela The CW; a sua personagem é revelada como ex-namorada de Josie Saltzman (interpretada por Kaylee Bryant), e a sua ausência no restante da primeira temporada e na posterior segunda temporada foi explicada como a mudança da personagem para ir viver com a mãe bruxa na Bélgica, e passar a estudar em uma renomada instituição belga para bruxas da Europa.

## Filmografia
Curtas-metragens e filmes
| Ano  | Título                           | Papel    | Notas          |
| ---- | -------------------------------- | -------- | -------------- |
| 2007 | Seven's Eleven: Sweet Toys       | Sparkler | Curta-metragem |
| 2013 | Side Effects: Uma Viagem Musical | Lexi     | Longa-metragem |
| 2018 | What Still Remains               | Anna     | Longa-metragem |

Televisão
| Ano            | Título              | Papel              | Notas                           |
| -------------- | ------------------- | ------------------ | ------------------------------- |
| 2002           | American Family     | Lina               | 1ª temporada; episódio 18       |
| 2003           | According to Jim    | Madeline           | 2ª temporada; episódio 16       |
| 2004           | ER                  | Anna               | 10ª temporada; episódio 11      |
| 2005           | Head Cases          | Erica              | 1ª temporada; episódio 3        |
| 2006           | Monk                | Criança #1         | 5ª temporada; episódio 2        |
| 2008           | Zoey 101            | Menina da 7ª série | 4ª temporada; episódio 5        |
| 2008           | Gemini Division     | Anna (nova)        | 1ª temporada; episódio 47       |
| 2011 - 2012    | How to Rock         | Stevie Baskara     | Elenco principal (25 episódios) |
| 2012           | Figure It Out       | Ela mesma          | 7 episódios                     |
| 2013           | Jessie              | Victoria Montesano | 2ª temporada; episódio 25       |
| 2013- presente | Side Effects (2013) | Lexi Connolly      | Série da internet               |
| 2014           | Kickin' It          | Grey Cole          | 3ª temporada; episódio 21       |
| 2016- presente | T@gged              | Rowan Fricks       | Elenco principal                |
| 2018           | Legacies            | Penelope Park      | 1ª temporada em 7 episódios     |

Videoclipes musicais
| Música            | Ano  | Diretor             | Notas                                                |
| ----------------- | ---- | ------------------- | ---------------------------------------------------- |
| "Lightning"       | 2012 | Kurt Hugo Schneider | Pequena participação; interesse amoroso de Alex Goot |
| "All Your Love"   | 2012 | Daniel Durston      | Participação                                         |
| "Maroon 5 Medley" | 2012 | Kurt Hugo Schneider | Participação                                         |